# Piet Hemker
Pieter Wilhelm Hemker (Den Haag, 22 november 1941 − Amsterdam, 27 mei 2019) was een Nederlands wiskundige en hoogleraar numerieke wiskunde.

## Biografie
Hemker slaagde voor zijn doctoraal examen wiskunde aan de Universiteit van Amsterdam op 28 april 1971. Hij was toen al verbonden aan de rekenafdeling van de Stichting Mathematisch Centrum, later Centrum Wiskunde & Informatica waaraan hij tot zijn pensionering in 2006 verbonden bleef, het laatste als CWI-fellow. Hij promoveerde op 16 maart 1977 op A numerical study of stiff two-point boundary problems. Per 15 juni 1989 werd hij aan zijn alma mater benoemd tot bijzonder hoogleraar Industriële wiskunde, hetgeen hij tot zijn emeritaat in 2006 zou blijven; zijn inaugurele rede hield hij op 12 juni 1990, onder de titel Fouten maken en verbeteren.
Sinds 1984 was hij tevens adviseur voor Philips. Volgens zijn in memoria kon hij door zijn functies een brug slaan tussen industrie en academia. Bovendien was hij medevormgever van de numerieke wiskunde in Nederland, en bezorgde hij het ook buitenslands aanzien. Hij was een actief lid van de Dutch-Flemish Scientific Computing Society, waarvan hij tussen 1979 en 1992 secretaris was.
Hemker publiceerde of werkte mee aan tientallen publicaties op zijn vakgebied. Hij was onder andere redacteur van het meerdelige NUMAL. Numerical procedures in ALGOL 60 dat in de jaren 1981-1982 verscheen.
Bij Hemkers afscheid van het CWI in 2006 werd hij benoemd tot Ridder in de Orde van de Nederlandse Leeuw en werd hem een liber amicorum aangeboden. Prof. dr. P.W. Hemker overleed in 2019 op 77-jarige leeftijd, met achterlating van zijn echtgenote en twee kinderen en kleinkinderen.

## Liteartuur
- Liber amicorum Piet Hemker. The art of computing. [Amsterdam], 2006.